# The Clarion
The Clarion fue un periódico semanal editado en el Reino Unido por Robert Blatchford. Era una publicación socialista con un enfoque más británico que internacionalista sobre los asuntos políticos, como se pudo comprobar en su apoyo a la intervención británica en las Guerras de los Bóeres y la Primera Guerra Mundial.

## Historia
Blatchford y Alexander M. Thompson fundaron el periódico en Manchester en 1891 con un capital de apenas 400 libras (350 libras de Thompson y Blatchford, y las 50 restantes del hermano de Robert, Montague Blatchford). Robert Blatchford serió su libro Merrie England en el periódico, así como publicó trabajos de toda una gama de escritores, como George Bernard Shaw, o piezas de arte como las de Walter Crane. La columna dedicada a la mujer era escrita al principio por Eleanor Keeling Edwards y, desde octubre de 1895, como página de cartas de mujeres, por Julia Dawson, pseudónimo de la Sra. Myddleton-Worrall. Sería Julia Dawson quien fue pionera en las caravanas Clarion, que recorrían pueblos y ciudades a lo largo de Inglaterra y Escocia entre 1896 y 1929, difundiendo la propaganda socialista.
Un gran número de sociedades y clubs asociados (ciclistas, excursionistas, artesanales, naturistas, teatrales, así como uniones vocales o sociedades corales) estuvieron vinculados al periódico desde su creación, entre los cuales sobrevive el National Clarion Cycling Club, al igual que el People’s Theatre en Newcastle upon Tyne, que comenzó su andadura en 1911 con el nombre de Newcastle Clarion Drama Club. Los Sheffield Clarion Ramblers fueron fundados en 1900 por G. H. B. Ward, un político laborista; está reconocido como el primer club excursionista de clase trabajadora y sobrevivió hasta 2015.
El 27 de junio de 1904, tres semanas después de la apertura de la Catedral de Liverpool por los reyes Eduardo VII y Alejandra de Dinamarca, Jim Larkin y Fred Bower, trabajadores de su construcción, elaboraron un mensaje («de los esclavos asalariados que erigieron esta catedral») destinado a una futura sociedad socialista, y, junto a una copia del Clarion y del Labour Leader, lo colocaron en una lata de galletas tras los ladrillos y los cubrieron. 
Emil Voight (1883-1973), ingeniero de origen inglés y exactivista del movimiento Clarion en Manchester, fue uno de los pioneros de la industria del cine australiana a comienzos de la década de 1920 y el hombre que estuvo detrás del nacimiento de la cadena de radio progresista 2KY.

### sigloXX
El periódico disfrutó de ventas de alrededor de 30.000 copias a la semana durante muchos años, pero muchos lectores lo abandonaron después de que se mostrase favorable a la Segunda Guerra de los Bóeres y contra el sufragio femenino incluso limitado. La circulación creció de nuevo cuando se asoció al Partido Laborista y en 1907 ya había alcanzado las 74.000 copias. En 1912, Rebecca West se hizo contribuyente de The Clarion. El periódico perdió nuevamente lectores cuando apoyó la Primera Guerra Mundial. Cerró en 1931.
Debido a su popularidad, o a pesar de ella, el Clarion fue visto con sospechas por los socialistas tanto marxistas como parlamentarios, siendo tratado poco más que como notas a pie de página en las historias del socialismo británico. 
Margaret Cole escribió: 
«Nunca hubo un periódico igual. No era en absoluto la idea preconcebida de periódico socialista. No era solemne; no era para intelectuales... Estaba lleno de historias, bromas y versos, algunas veces muy malos versos y muy malas bromas, así como de artículos».
Robert Blatchford aseguró en su libro My Eighty Years:
«Iré tan lejos como para decir que durante los primeros diez años de la vida del Clarion no hubo, bajo ningún concepto, un periódico que tuviera más influencia sobre la opinión pública en este país, incluido The Times».
The Clarion era también popular en algunos países del Imperio británico, especialmente en Nueva Zelanda y Australia. En 1901 fue fundada una Colonia Clarion en Nueva Zelanda por parte de William Ranstead. Al menos un Clarion Cycling Club fue creado en Nueva Zelanda, en Christchurch en la década de 1890.

## Legado
The New Clarion, fundado en 1932, tuvo un contenido socialista y recreativo similar. Muchos de los clubs ciclistas, excursionistas, teatrales y otros clubs sociales asociados al Clarion original continuaron, dejando un legado diverso.
El título The Clarion fue adoptado por otra publicación izquierdista a finales de 2016. Se edita mensualmente como «revista socialista para los activistas del laborismo y Momentum». El consejo editorial de la revista está formado por activistas de diversas tradiciones socialistas.